# 미란 보고서
미란 보고서(Miran 보고서)는 2024년 11월 발표된 미국의 경제·통상 정책 문건으로, 스티븐 마이런이 작성했다. 공식 제목은 "A User’s Guide to Restructuring the Global Trading System"이며, 약 41페이지 분량이다.

## 개요
보고서는 미국 달러의 구조적 고평가가 제조업 경쟁력 저하를 유발한다고 진단하고, 관세, 환율조정, 금융·통화 정책, 안보 비용 분담 전략을 연계한 종합 정책 전략을 제시한다.
1. 강달러 구조의 문제점: 달러 초강세는 미국 수출의 경쟁력을 약화시키고, 제조업 일자리 감소를 초래한다.[1]
2. 관세 + 환율 조정: 관세 부과를 통해 재정 수입을 확보하고, 환율 조정을 통한 달러 절하 유도(‘Plaza Accord 2.0’ 또는 ‘Mar‑a‑Lago Accord’) 전략을 제안한다.[1]
3. 안보 우산과 비용 분담: 미국이 제공하는 안보 서비스를 '글로벌 공공재'로 정의하고, 동맹국에 비용 분담 협상 동력으로 삼는 관세·외환 전략을 결합한다.[2]
4. 금융시장 리스크 관리: 긴급 시 국채·채권 시장 변동성을 억제하기 위해 구성국과의 협력 및 장기 국채 전환을 통한 조율을 검토한다.[1]

## 작성 배경 및 영향
스티븐 마이런은 하버드 경제학 박사 출신으로, 허드슨 베이 캐피털 수석 전략가 및 미국 재무부 경제정책 수석 자문역을 역임했다.  
보고서는 트럼프 대통령의 잠재적 2기 행정부 경제 전략의 이론적 기반으로 평가되며, 국내 언론에서는 “미란 보고서”라는 약칭으로 알려졌다.  
미국 내 이코노미스트와 헤지펀드는 해당 문건을 “대담한 체계적 전략”이자 “기축통화·환율·관세·안보를 연계한 종합 청사진”으로 분석하고 있다.

## 문서 구성
- 요약문
- 제1장: 서론
- 제2장: 이론적 기초
- 제3장: 관세
- 제4장: 환율 정책
- 제5장: 금융시장에 미치는 영향
- 제6장: 실행 과제